# Tantamani
Bakare Tantamani (Tanutamun hay Tanwetamani) là pharaon thứ năm của Vương triều thứ 25 trong lịch sử Ai Cập cổ đại và là vua của Vương quốc Kush, cai trị trong khoảng năm 664 – 656 TCN.

## Gia quyến
Tantamani là con trai của pharaon Shabaka và vương hậu Qalhata, là cháu của pharaon tiền nhiệm Taharqa. Một số tài liệu lại cho rằng, ông là con của pharaon Shebitku. Tantamani đã lấy công chúa Isetemkheb H và Piankharty, 2 người chị em của nhà vua, làm vợ.
Một vương hậu tên [..]salka, mẹ ruột của vua Atlanersa, được nghĩ là vợ của Tantamani. Tuy nhiên, không có bằng chứng nào về mối quan hệ giữa Tantamani và Atlanersa, và Atlanersa cũng được nghĩ là con của Taharqa.
Vương hậu Malaqaye, người được chôn tại kim tự tháp Nu.59 (Nuri, Sudan), cũng được cho là vợ của Tantamani. Rất nhiều vật dụng được tìm thấy trong mộ, đáng chú ý nhất là chiếc mặt nạ bằng bạc và con dấu hình bọ hung của Malaqaye. Bên cạnh đó, nhiều vật thể trong mộ có mang tên của một vương hậu là Pihatis.

## Trị vì
Sau khi Necho I trở thành vua của Ai Cập tại Sais, Taharqa đã đem quân nổi dậy nhưng đã bị vua Assyria là Ashurbanipal đánh bại. Tantamani sau đó đã tái chiếm lại Ai Cập, kể cả Memphis, và giết vua Necho I. Tuy nhiên, Ashurbanipal đã đẩy lùi được quân phiến loạn, buộc Tantamani phải chạy về phía nam Thượng Ai Cập. Tại đây, ông tiếp tục quấy phá, tấn công vùng Thebes. Vì khoảng cách địa lý khá xa nên vua Assyria không cho tiến quân đến đó. Psamtik I sau đó cũng giành được quyền kiểm soát Thebes, Tantamani phải quay về quê hương Nubia và mất tại đó, được chôn tại Kim tự tháp Ku.16 (el-Kurru).